# Васютін Сергій Іванович
Сергій Іванович Васютін (н. 16 травня 1961 - 28 червня 2025) — народний депутат України від Партії регіонів.

## Біографія
Освіта вища.
Обраний народним депутатом України на виборах 2010 року, №210 у виборчому списку Партії регіонів. Член фракції Партії регіонів у Верховній Раді України.
Безпартійний. Член Комітету з питань соціальної політики та праці. На час обрання — голова правління ВАТ «Укртранслізинг».
Жив у Донецьку.

## Погляди
5 червня 2012 голосував за проєкт Закону України «Про засади державної мовної політики», в якому затверджується посилення статусу російської мови.